# 강원특별자치도청

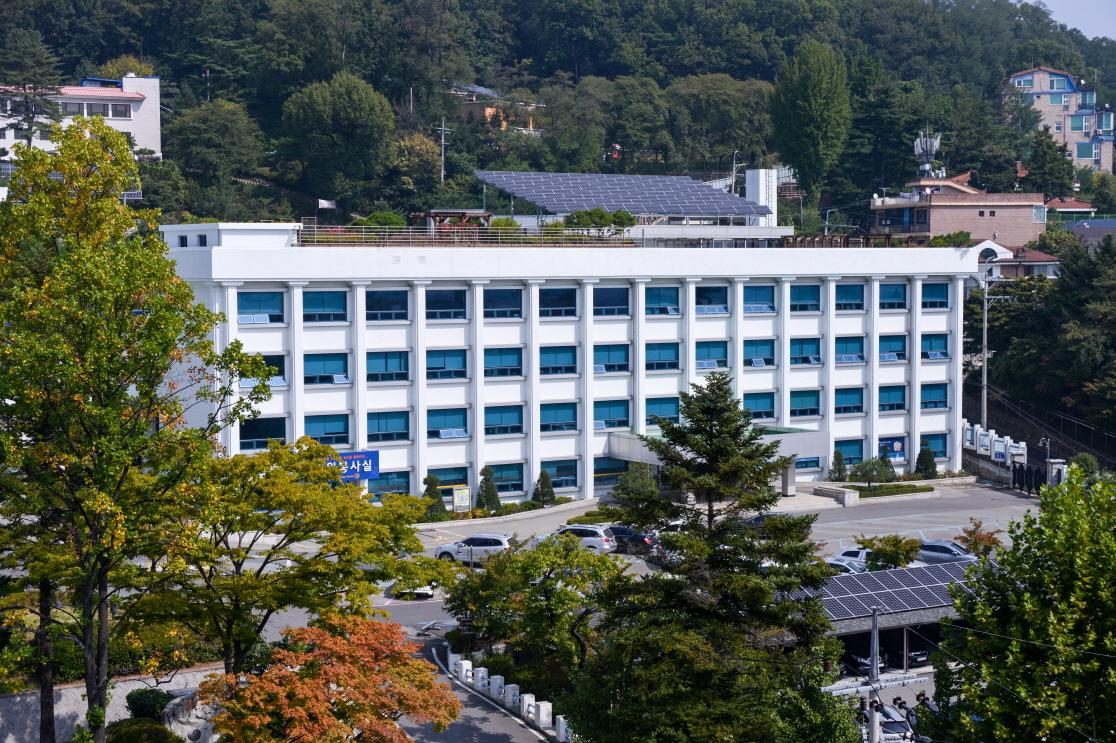
별관 전경

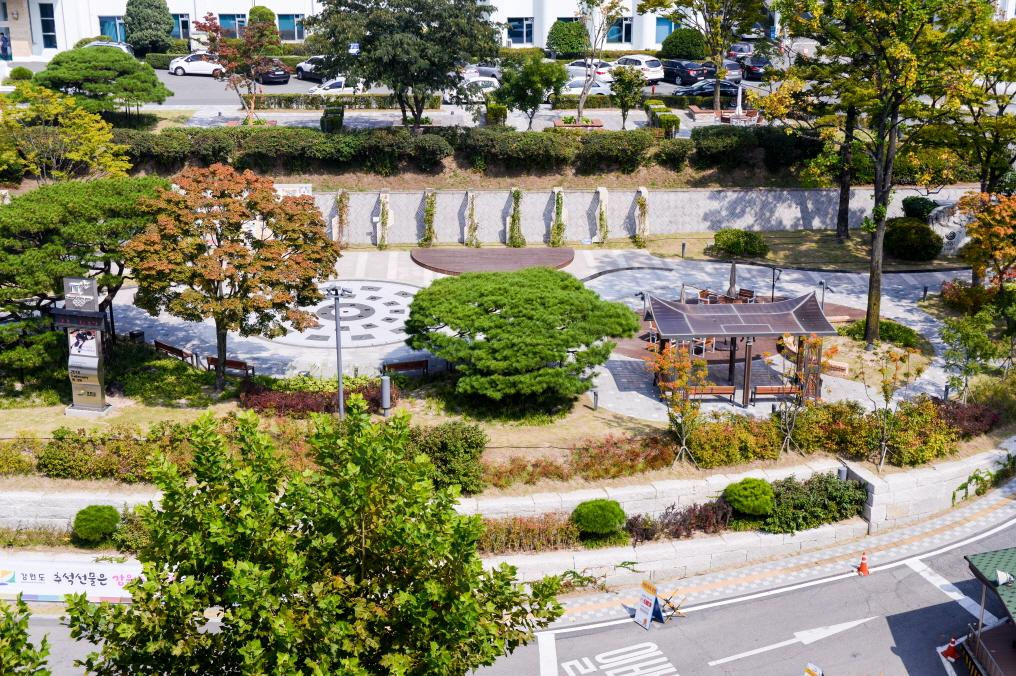
강원도청 내부 공원 '감자의 뜰' 전경

강원특별자치도청(江原特別自治道廳, Gangwon Provincial Office)은 대한민국 강원특별자치도의 행정을 총괄하는 지방행정기관으로 본청사는 강원특별자치도 춘천시에, 제2청사는  강릉시에 위치하고 있다. 도지사는 차관급 정무직공무원으로, 부지사는 고위공무원단 가등급에 속하는 일반직공무원이나 별정직 1급상당 지방 공무원 또는 지방 관리관으로 보한다.

## 조직

### 도지사
- 대변인실[4][5]

| - 총무행정관실 감사관실 기획조정실 - 기획관실 - 예산과 - 세정과 - 회계과 - 균형발전과 - 교육법무과 재난안전실 - 안전총괄과 - 방재과 - 비상기획과 보건복지여성국 - 복지정책과 - 경로장애인과 - 여성청소년가족과 - 보건정책과 - 공공의료과 - 식품의약과 농정국 - 농정과 - 축산과 - 유통원예과 - 농업기반과 - 동물방역과 올림픽운영국 - 총괄관리과 - 문화행사과 - 숙식운영과 - 경관과 - 교통운영과 - 설상시설과 - 빙상시설과 소방본부 | 경제진흥국 - 경제진흥과 - 일자리과 - 사회적경제과 - 전략산업과 - 에너지과 - 자원개발과 - 정보산업과 글로벌투자통상국 - 투자유치과 - 중국통상과 - 일본구미주통상과 - 항공해운과 - 레고랜드지원과 문화관광체육국 - 관광마케팅과 - 관광개발과 - 문화예술과 - 체육과 녹색국 - 산림소득과 - 산림관리과 - 환경과 - 수질보전과 - 설악산 삭도 추진단 건설교통국 - 지역도시과 - 건축과 - 토지과 - 도로철도과 - 교통과 - 치수과 - 춘천속초철도추진단 | - 강원특별자치도농업기술원 - 강원특별자치도공무원교육원 - 강원특별자치도보건환경연구원 - 강원특별자치도소방학교 - 소방서 - 춘천소방서 - 원주소방서 - 강릉소방서 - 동해소방서 - 태백소방서 - 속초소방서 - 삼척소방서 - 홍천소방서 - 횡성소방서 - 영월소방서 - 평창소방서 - 정선소방서 - 철원소방서 - 인제소방서 - 고성소방서 - 양양소방서 - 양구소방서 - 강원특별자치도환동해본부 - 강원특별자치도서울본부 - 강원특별자치도자연환경연구공원 - 강원특별자치도여성가족연구원 - 강원특별자치도농산물원종장 - 강원특별자치도디엠제트박물관 - 강원특별자치도감자종자진흥원 - 강원특별자치도축산기술연구소 - 강원특별자치도동물위생시험소 - 강원특별자치도산림과학연구원 - 강원특별자치도도로관리사업소 - 강원특별자치도수산자원연구원 - 강원특별자치도내수면자원센터 - 강원특별자치도한해성수산자원센터 |

## 산하 자치단체
| - 춘천시 - 원주시 - 강릉시 - 동해시 - 태백시 - 속초시 - 삼척시 - 홍천군 - 횡성군 - 영월군 - 평창군 - 정선군 - 철원군 - 화천군 - 양구군 - 인제군 - 고성군 - 양양군 |

## 정원
강원특별자치도청에 두는 지방공무원의 정원은 다음과 같다.
| 총계          | 총계                        | 1,425명 |
| ------------- | --------------------------- | ------- |
| 정무직 계     | 정무직 계                   | 1명     |
|               | 도지사                      | 1명     |
|               |                             |         |
| 일반직 계     | 일반직 계                   | 1,170명 |
|               | 1급 이하 2급 이상           | 1명     |
|               | 3급 이하 5급 이상           | 317명   |
|               | 6급 이하                    | 847명   |
|               | 전문경력관                  | 5명     |
|               |                             |         |
| 별정직 계     | 별정직 계                   | 6명     |
|               | 1급 상당 이하 2급 상당 이상 | 1명     |
|               | 3급 상당 이하 5급 상당 이상 | 3명     |
|               | 6급 상당 이하               | 2명     |
|               |                             |         |
| 연구직 계     | 연구직 계                   | 3명     |
|               | 연구사                      | 3명     |
|               |                             |         |
| 소방공무원 계 | 소방공무원 계               | 245명   |
|               | 소방정                      | 5명     |
|               | 소방령 이하                 | 240명   |

## 재정
2018년 총예산은 전년도에 비해 0.3% 증가한 4조 7278억 2600만 원이며, 구체적인 세입·세출은 다음과 같다.
| 구분                    | 2018년 예산              | 작년 대비 증감 |
| ----------------------- | ------------------------ | -------------- |
| 지방세수입              | 1조 150억 원             | +6.8%          |
| 세외수입                | 920억 3950만 7000원      | -25.0%         |
| 지방교부세              | 9540억 원                | +14.4%         |
| 보조금                  | 2조 3564억 2553만 9000원 | -3.9%          |
| 보전수입 등 및 내부거래 | 3103억 6095만 4000원     | -12.3%         |

| 구분           | 구분                | 2018년 예산             | 작년 대비 증감 |
| 분야           | 부문                | 2018년 예산             | 작년 대비 증감 |
| -------------- | ------------------- | ----------------------- | -------------- |
| 일반공공행정   | 일반공공행정        | 3582억 8705만 9000원    | -6.1%          |
|                | 입법및선거관리      | 200억 7990만 3000원     | +175.2%        |
|                | 지방행정·재정지원   | 2667억 1558만 원        | -6.2%          |
|                | 일반행정            | 714억 9157만 6000원     | -5.6%          |
| 공공질서및안전 | 공공질서및안전      | 2277억 4212만 3000원    | -16.0%         |
|                | 경찰                | 4억 2830만 원           | +51.2%         |
|                | 재난방재·민방위     | 671억 4989만 9000원     | -15.3%         |
|                | 소방                | 1601억 6392만 4000원    | -16.3%         |
| 교육           | 교육                | 2575억 1817만 원        | +14.3%         |
|                | 유아및초중등교육    | 2392억 1697만 8000원    | +15.2%         |
|                | 고등교육            | 183억 119만 2000원      | +3.9%          |
| 문화및관광     | 문화및관광          | 2365억 1076만 7000원    | -59.1%         |
|                | 문화예술            | 563억 3775만 5000원     | -11.7%         |
|                | 관광                | 625억 7326만 1000원     | -32.7%         |
|                | 체육                | 912억 357만 4000원      | -76.8%         |
|                | 문화재              | 259억 9167만 7000원     | -3.0%          |
|                | 문화및관광일반      | 4억 450만 원            | -81.8%         |
| 환경보호       | 환경보호            | 2868억 551만 7000원     | +4.7%          |
|                | 상하수도·수질       | 2250억 4768만 8000원    | -3.4%          |
|                | 폐기물              | 341억 9708만 7000원     | +55.3%         |
|                | 대기                | 35억 3236만 원          | +412.9%        |
|                | 자연                | 150억 6031만 7000원     | +40.2%         |
|                | 환경보호일반        | 89억 6806만 5000원      | +16.6%         |
| 사회복지       | 사회복지            | 1조 6379억 414만 6000원 | +18.7%         |
|                | 기초생활보장        | 4559억 3118만 6000원    | +4.1%          |
|                | 취약계층지원        | 1390억 9314만 5000원    | +19.5%         |
|                | 보육·가족및여성     | 3516억 3583만 8000원    | +18.6%         |
|                | 노인·청소년         | 5592억 8799만 3000원    | +24.5%         |
|                | 노동                | 642억 984만 4000원      | +197.6%        |
|                | 보훈                | 9억 6310만 원           | +35.4%         |
|                | 주택                | 456억 1409만 7000원     | +6.9%          |
|                | 사회복지일반        | 211억 6894만 3000원     | +41.5%         |
| 보건           | 보건                | 949억 2656만 6000원     | +24.5%         |
|                | 보건의료            | 903억 35만 7000원       | +27.9%         |
|                | 식품의약안전        | 46억 2620만 9000원      | -17.7%         |
| 농림해양수산   | 농림해양수산        | 4949억 6752만 7000원    | -1.2%          |
|                | 농업·농촌           | 3091억 547만 9000원     | +1.5%          |
|                | 임업·산촌           | 1371억 9691만 4000원    | -3.7%          |
|                | 해양수산·어촌       | 486억 6513만 4000원     | -9.7%          |
| 산업·중소기업  | 산업·중소기업       | 1772억 9551만 원        | +48.7%         |
|                | 산업금융지원        | 193억 700만 원          | +18.2%         |
|                | 산업기술지원        | 80억 9870만 원          | +19.4%         |
|                | 무역및투자유치      | 115억 9955만 원         | +41.6%         |
|                | 산업진흥·고도화     | 937억 3618만 7000원     | +103.0%        |
|                | 에너지및자원개발    | 445억 5407만 3000원     | +6.8%          |
| 수송및교통     | 수송및교통          | 1850억 7067만 5000원    | -2.2%          |
|                | 도로                | 1532억 135만 원         | -10.3%         |
|                | 대중교통·물류등기타 | 318억 6932만 5000원     | +73.1%         |
| 국토및지역개발 | 국토및지역개발      | 2542억 6043만 1000원    | -2.4%          |
|                | 수자원              | 935억 5680만 원         | -13.4%         |
|                | 지역및도시          | 1607억 363만 1000원     | +5.5%          |
| 과학기술       | 과학기술            | 21억 5900만 원          | +0.6%          |
|                | 과학기술연구지원    | 21억 5900만 원          | +0.6%          |
| 예비비         | 예비비              | 626억 1394만 8000원     | +25,8%         |
|                | 예비비              | 626억 1394만 8000원     | +25,8%         |
| 기타           | 기타                | 4517억 6456만 1000원    | +11.9%         |
|                | 기타                | 4517억 6456만 1000원    | +11.9%         |

## 같이 보기
- 강원특별자치도
- 강원특별자치도지사
- 강원특별자치도 부지사
- 강원특별자치도의회
- 강원특별자치도교육청
- 강원특별자치도체육회
- 강원경제자유구역청